# Alí Tovar
Alí Tovar Báez (Maracay, 11 de marzo de 1933; Caracas, 15 de agosto de 1992) fue un futbolista e ingeniero venezolano. Se desempeñaba en la posición de mediocampista, era apodado Cholito, esto debido a que se formó bajo las órdenes del entrenador peruano Segundo Aranda a quien apodaban como El Cholo.
Tovar también trabajó en el mundo del fútbol a nivel gerencial fue vicepresidente de la Federación Venezolana de Fútbol desde 1972 a 1974. Mientras que desde 1989 a 1992 fue miembro del Consejo de Honor de la Liga de Futbol Profesional de Venezuela.

## Trayectoria
Inició en las categorías menores de La Salle Fútbol Club, hasta que llega al primer equipo en la temporada 1951. Ese mismo año integra la selección juvenil de Venezuela.
sus primeras patadas a un balón en La Salle Tienda Honda. En la categoría Infantil queda subcampeón en 1945 y campeón en la zafra siguiente. Gracias a su talento escala todas las categorías hasta llegar al primer equipo en la temporada 1951. Ese mismo año integra la selección juvenil de Venezuela. Con La Salle ganó los títulos en 1952 y 1955.
Durante su carrera como profesional participó en la Serie Internacional donde enfrentó a clubes como: Madureira (Brasil), Ciclista de Lima (Perú), Benfica (Portugal), Valencia (España) y Sao Paulo (Brasil). Debido a su talento, llamó la atención de algunos clubes europeos, entre ellos el Valencia Club de Fútbol de España. Tovar rechazó la oferta ya que seguía formándose como ingeniero en Venezuela, donde posteriormente trabajaría en la construcción del embalse de Guri.

## Selección nacional
A lo largo de su carrera fue integrante de la selección nacional con la que participó en torneos como la Copa General Odría disputada en Perú en 1952, Juegos Bolivarianos de Barranquilla en 1961, Juegos Centroamericanos y del Caribe de Kingston en 1962.
Asistió a los Juegos Nacionales de 1954 disputados en Valencia y a los Juegos Panamericanos de Ciudad de México 1955.

## Clubes
- La Salle: 1951-1964
- Deportivo Portugués:
- Deportivo Español: 1960-1961

## Distinciones
- Futbolista del Año (1955) por el Círculo de Periodistas Deportivos de Venezuela.
- Integrante del All American, por la American Soccer Association (1957-1958).[1]

## Palmarés
- La Salle:
- Primera División de Venezuela (2): 1952 y 1955.